# 류종원
류종원 (1990년 2월 21일 ~)은 대한민국의 배우이다.

## 학력
- 리라컴퓨터고등학교
- 단국대학교 공연영화학부 연극전공

## 연기 활동

### 드라마
- 1996년 SBS 대하드라마 《임꺽정》 ... 어린 임꺽정역(정흥채 아역)
- 1998년 SBS 일일연속극 《서울 탱고》
- 1999년 KBS1 단막극 《TV문학관 - 새》 ... 우일 역
- 2001년 SBS 일일연속극 《소문난 여자》
- 2002년 SBS 대하드라마 《야인시대》 ... 소년 개코 역(이동훈, 성동일 아역)
- 2003년 SBS 미니시리즈 《애정만세》
- 2004년 SBS 대하드라마 《장길산》 ... 어린 이갑송 역(정준하 아역)
- 2005년 KBS2 어린이드라마 《641 가족》 ... 성급한 역

### 영화
- 2005년 《제니, 주노》 ... 주노 친구 역